# Torneo Apertura 2021 Primera División (Guatemala)
El Torneo Apertura 2021 de Primera División será la edición número 37 de la máxima categoría de ascenso desde el cambio de formato en la temporada 2002-03; y servirá como inicio de la temporada 2021-22.

## Sistema de competición
La competición está dividida en dos fases: la fase de clasificación y la fase final.

### Fase de clasificación
Los 20 equipos participantes se dividen en 4 grupos de 5 equipos según cercanía geográfica, juegan todos contra todos a local y visitante durante 10 fechas. Al final de esta fase, los dos mejores equipos de cada grupo avanzan a los cuartos de final, es decir, la fase final.

### Fase final
En esta fase, los 8 equipos clasificados se ordenan en una tabla según su desempeño en la fase de clasificación, para definir los enfrentamientos, se usa el siguiente criterio:
- 1° vs 8°
- 2° vs 7°
- 3° vs 6°
- 4° vs 5°

Asimismo, el mejor clasificado de cada enfrentamiento juega el segundo partido en casa.
Tras jugar esta ronda, los cuatro equipos clasificados se ordenan de nuevo, realizando los enfrentamientos de esta manera:
- 1° vs 4°
- 2° vs 3°

Se utilizan los mismos criterios para esta fase.
Finalmente, los dos clasificados de esta ronda llegan a la final, el ganador de esta serie se proclama ganador del torneo.
Los dos equipos finalistas aseguran participar en los partidos por el ascenso a Liga Nacional al final de la temporada.

## Cambios de equipos

### Equipos que salen de la liga
- Nueva Concepción y Sololá, ascendidos a la Liga Nacional 2021-22.
- Sayaxché, Deportivo Carchá y Deportivo Petapa, descendidos a la Segunda División 2021-22.

### Equipos que entran a la liga
- Sanarate y Sacachispas, descendidos de la Liga Nacional 2020-21.
- Juventud Pinulteca, Deportivo Amatitlán y Agua Blanca, ascendidos de la Segunda División 2020-21.

## Equipos participantes
| Grupo A              | Grupo A                            | Grupo A                             | Grupo A   |
| Equipo               | Ciudad                             | Estadio                             | Capacidad |
| -------------------- | ---------------------------------- | ----------------------------------- | --------- |
| Amatitlán            | Amatitlán, Guatemala               | Estadio Winston Pineda              | 5 000     |
| Coatepecano          | Coatepeque, Quetzaltenango         | Estadio Israel Barrios              | 21 000    |
| Marquense            | San Marcos, San Marcos             | Marquesa de la Ensenada             | 10 000    |
| Naranjeros Escuintla | Escuintla, Escuintla               | Armando Barillas                    | 10 000    |
| Plataneros La Blanca | La Blanca, San Marcos              | Florencio Barrios                   | 500       |
| Puerto San José      | Puerto San José, Escuintla         | Vicente Arévalo                     | 1 000     |
| Quiché FC            | Santa Cruz del Quiché, Quiché      | Municipal de Santa Cruz del Quiché  | 4 000     |
| San Pedro            | San Pedro Sacatepéquez, San Marcos | Estadio Municipal de San Pedro      | 4 000     |
| Suchitepequez        | Mazatenango, Suchitepéquez         | Carlos Salazar Hijo                 | 10 000    |
| Xinabajul - Huehue   | Huehuetenango, Huehuetenango       | Los Cuchumatanes                    | 5 340     |
| Grupo B              |                                    |                                     |           |
| Equipo               | Ciudad                             | Estadio                             | Capacidad |
| Agua Blanca          | Agua Blanca, Jutiapa               | Estadio Municipal Roquelino Escobar | 800       |
| Aurora FC            | Ciudad de Guatemala                | Estadio del Ejército                | 12 000    |
| Chimaltenango FC     | Chimaltenango, Chimaltenango       | Municipal de Chimaltenango          | 1 500     |
| Comunicaciones B     | Ciudad de Guatemala                | Cementos Progreso                   | 17 500    |
| Juventud Pinulteca   | San José Pinula, Guatemala         | Estadio Municipal                   | 1 000     |
| Mixco                | Mixco, Guatemala                   | Santo Domingo                       | 1 000     |
| Mictlán              | Asunción Mita, Jutiapa             | La Asunción                         | 5 000     |
| Sacachispas          | Chiquimula, Chiquimula             | Las Victorias                       | 9 500     |
| Sanarate             | Sanarate, El Progreso              | Municipal de Sanarate               | 3,000     |
| CSD Zacapa Tellioz   | Zacapa, Zacapa                     | David Ordóñez Bardales              | 8 500     |

## Clasificación

### Grupo A
|                                             | Pos. | Equipos              | PJ | PG | PE | PP | GF | GC | Dif. | PTS | Clasificación      |
| ------------------------------------------- | ---- | -------------------- | -- | -- | -- | -- | -- | -- | ---- | --- | ------------------ |
|                                             | 1º   | Suchitepequez        | 18 | 10 | 5  | 3  | 28 | 18 | +10  | 35  | Cuartos de final   |
|                                             | 2º   | Xinabajul - Huehue   | 18 | 8  | 6  | 4  | 23 | 17 | +6   | 30  | Cuartos de final   |
|                                             | 3º   | Marquense            | 18 | 7  | 8  | 3  | 23 | 12 | +11  | 29  | Reclasificación    |
|                                             | 4º   | San Pedro            | 18 | 6  | 9  | 3  | 29 | 20 | +9   | 27  | Reclasificación    |
|                                             | 5º   | Puerto San José      | 18 | 7  | 6  | 5  | 24 | 25 | -1   | 27  | Reclasificación    |
|                                             | 6º   | Quiché FC            | 18 | 6  | 7  | 5  | 23 | 18 | +5   | 25  | Reclasificación    |
|                                             | 7º   | Plataneros La Blanca | 18 | 7  | 2  | 9  | 21 | 30 | -9   | 23  |                    |
|                                             | 8º   | Naranjeros Escuintla | 18 | 6  | 3  | 9  | 19 | 24 | -5   | 21  |                    |
|                                             | 9°   | Coatepecano IB       | 18 | 5  | 5  | 8  | 15 | 20 | -5   | 20  | Riesgo de descenso |
|                                             | 10°  | Amatitlán            | 18 | 1  | 3  | 14 | 5  | 26 | -21  | 6   | Riesgo de descenso |
| Última actualización: 31 de octubre de 2021 |      |                      |    |    |    |    |    |    |      |     |                    |

### Grupo B
|                                             | Pos. | Equipos            | PJ | PG | PE | PP | GF | GC | Dif. | PTS | Clasificación      |
| ------------------------------------------- | ---- | ------------------ | -- | -- | -- | -- | -- | -- | ---- | --- | ------------------ |
|                                             | 1º   | Mictlán            | 18 | 8  | 8  | 2  | 15 | 7  | +8   | 32  | Cuartos de final   |
|                                             | 2º   | Aurora             | 18 | 6  | 9  | 3  | 17 | 12 | +5   | 27  | Cuartos de final   |
|                                             | 3º   | Sacachispas        | 18 | 6  | 8  | 4  | 23 | 19 | +4   | 26  | Reclasificación    |
|                                             | 4º   | Comunicaciones B   | 18 | 6  | 7  | 5  | 25 | 19 | +6   | 25  | Reclasificación    |
|                                             | 5º   | Mixco              | 18 | 5  | 9  | 4  | 21 | 17 | +4   | 24  | Reclasificación    |
|                                             | 6º   | Juventud Pinulteca | 18 | 5  | 9  | 4  | 20 | 19 | +1   | 24  | Reclasificación    |
|                                             | 7º   | Zacapa Tellioz     | 18 | 7  | 3  | 8  | 19 | 18 | +1   | 24  |                    |
|                                             | 8º   | Agua Blanca        | 18 | 5  | 5  | 8  | 22 | 30 | -8   | 20  |                    |
|                                             | 9°   | Chimaltenango      | 18 | 4  | 7  | 7  | 16 | 27 | -11  | 19  | Riesgo de descenso |
|                                             | 10°  | Sanarate           | 18 | 4  | 3  | 11 | 15 | 25 | -10  | 15  | Riesgo de descenso |
| Última actualización: 31 de octubre de 2021 |      |                    |    |    |    |    |    |    |      |     |                    |

## Fase Final

### Repechaje
| Fechas             | Local en la ida    | Global     | Local en la vuelta | Ida   | Vuelta      |
| ------------------ | ------------------ | ---------- | ------------------ | ----- | ----------- |
| 3 y 6 de noviembre | Puerto San José    | 0 - 4      | Comunicaciones B   | 0 - 0 | 0 - 4       |
| 3 y 7 de noviembre | Juventud Pinulteca | 2 - 3      | Marquense          | 1 - 2 | 1 - 1       |
| 3 y 7 de noviembre | Mixco              | 2 (3- 2) 2 | San Pedro          | 2 - 2 | 0 (1 - 0) 0 |
| 3 y 7 de noviembre | Quiché FC          | 2 - 0      | Sacachispas        | 1 - 0 | 1 - 0       |

### Cuartos de final
| Fechas          | Local en la ida  | Global       | Local en la vuelta | Ida   | Vuelta       |
| --------------- | ---------------- | ------------ | ------------------ | ----- | ------------ |
| 10 de noviembre | Aurora           | 1 (2 pp 4) 1 | Marquense          | 0 - 1 | 1 (2 pp 4) 0 |
| 11 de noviembre | Comunicaciones B | 0 - 1        | Xinabajul - Huehue | 0 - 0 | 0 - 1        |
| 11 de noviembre | Mixco            | 4 - 3        | Suchitepequez      | 2 - 0 | 2 - 3        |
| 11 de noviembre | Quiché FC        | 1 - 2        | Mictlán            | 1 - 2 | 0 - 0        |

### Semifinales
| Fechas      | Local en la ida | Global         | Local en la vuelta | Ida   | Vuelta      |
| ----------- | --------------- | -------------- | ------------------ | ----- | ----------- |
| Por definir | Mixco           | 3 - 0          | Mictlán            | 3 - 0 | 0 - 0       |
| Por definir | Marquense       | 1 (3 p.p. 1) 1 | Xinabajul - Huehue | 0 - 1 | 1 (3 pp 1)0 |

### Final
| Fechas      | Local en la ida | Global       | Local en la vuelta | Ida   | Vuelta |
| ----------- | --------------- | ------------ | ------------------ | ----- | ------ |
| Por definir | Mixco           | 1 (3 pp 4) 1 | Marquense          | 1 - 0 | 0 - 1  |

### Campeón
|           |
| Campeón   |
| Marquense |
| 1° título |

### Clasificados a Series de Ascenso
|           |                 |
| Marquense | Deportivo Mixco |